# J.Ranganathapura, Pavagada
J.Ranganathapura là một làng thuộc tehsil Pavagada, huyện Tumkur, bang Karnataka, Ấn Độ.